# Paralabrax loro
Paralabrax loro är en fiskart som beskrevs av Walford, 1936. Paralabrax loro ingår i släktet Paralabrax och familjen havsabborrfiskar. IUCN kategoriserar arten globalt som otillräckligt studerad. Inga underarter finns listade i Catalogue of Life.